# 2-cm-Flak 30
Die 2-cm-Flak 30 war eine Flugabwehrkanone der Wehrmacht im Zweiten Weltkrieg.

## Geschichte

### Entwicklung
Die Entwicklung der 2-cm-Flak 30 geht bis in den Anfang der 1930er Jahre zurück. Die Firma Rheinmetall durfte aufgrund der Bestimmungen des Versailler Vertrages in Deutschland keine Flugabwehrwaffen entwickeln. Darum übernahm sie 1930 die Patronenfabrik Solothurn und stellte die Produktion um. Dort wurde die Solothurn-Flak MK-ST-5 entwickelt und auf dem Weltmarkt verkauft. Sie wurde 1934 als 2-cm MG C/30 in Sockellafette bei der Kriegsmarine und nach der Entwicklung einer Feldlafette 1935 bei der Luftwaffe als 2-cm-Flak 30 eingeführt.
Die 2-cm-Flak 30 wurde von folgenden Unternehmen in Lizenz produziert:
- Havelwerk in Brandenburg
- Brennabor in Brandenburg
- Gustloffwerke in Meiningen und Suhl
- Röchling-Buderus in Wetzlar
- Ostmarkwerk in Wien
- Stübgen in Erfurt (nur Lafetten)
- Benteler-Werke in Bielefeld

### Technische Beschreibung
Die 2-cm-Flak 30 war ein vollautomatischer Rückstoßlader mit Kipphebelverriegelung. Die erste Version mit Sockellafettierung konnte nur mittels einer zweiachsigen Kreuzlafette fahrbar gemacht werden. Hierbei wurde die Waffe ohne Handräder frei mittels der Schulterstützen des Richtschützen bewegt. Die Ausführung bot eine Menge Nachteile und es wurde seitens des Heeres verlangt, eine andere Lafettierung zu schaffen.
Im Jahr 1933 wurde ein grundlegender Entwurf der Lafettierung mit einer Dreiecksbettung neu geschaffen. Für den Schutz gegen Infanteriebeschuss wurde vom Heereswaffenamt unmittelbar ein 6-mm-Schutzschild mit eingeplant. Für das Rohr wurden zwei verschiedene Mündungsbremsen verwendet (Durchmesser 35 mm oder 41 mm), welche die Ballistik der Waffe unterschiedlich beeinflussten. Der Höhenrichtbereich von −12° bis +90° ermöglichte auch eine Platzierung auf Gebäuden oder im Gebirge. Die theoretische Feuergeschwindigkeit von 280 Schuss/Min war mit den 9,5 kg schweren 20-Schuss-Magazinen nicht erreichbar; bestenfalls konnten 120 Schuss/Min abgegeben werden.
Die Lafette wurde auf einem einachsigen Anhänger im motorisierten Zug bewegt, das Marschgewicht betrug dabei 890 kg inklusive Schutzschild.
Das Nachfolgemodell 2-cm-Flak 38 wurde in vielen Punkten verbessert, beispielsweise wurde die Ursache der Ladehemmungen beseitigt und der Rückstoß abgeleitet.

### Einsatz
Die Version für die Kriegsmarine wurde 2-cm-Flak C/30 genannt. Sie wurde hauptsächlich auf den U-Booten des Typ II und des Typ VII genutzt. Die Neigung zur Ladehemmung führte in manchem Gefecht gegen Flugzeuge dazu, dass sich das U-Boot nicht verteidigen konnte. Dazu trug auch das mit nur 20 Schuss vergleichsweise wenig Munition fassende Magazin bei.
Ab 1934 bei den leichten Flakbatterien von Luftwaffe und Heer im Einsatz. Die Heeresverbände verfügten über mobile Batterien bzw. Flakkompanien mit 12 Geschützen. Im Heimatkriegsgebiet wurden zum Objektschutz auch Batterien mit 16 Geschützen aufgestellt.

### Munition
Für die 2-cm-Flak 30 gab es folgende 20 mm Munitionsvarianten:
- Panzergranate 39 (PzGr. 39: 0,33 Kilogramm)
- Panzergranate 40 (PzGr. 40: 0,14 Kilogramm)
- Sprenggranate (SpGr: 0,3 Kilogramm).

Als Granatkartusche wurde die 20×138 mm B verwendet, die Geschosse waren 85 mm lang und wurden mit einer Mündungsgeschwindigkeit von 830 (PzGr) bis 900 Meter pro Sekunde und einer Feuerrate von 2,5 Schuss pro Sekunde abgeschossen. Die Verschleißgrenze eines Rohres war nach ca. 10.000 bis 12.000 Schuss erreicht.
Beispiele 2-cm-Flak 30

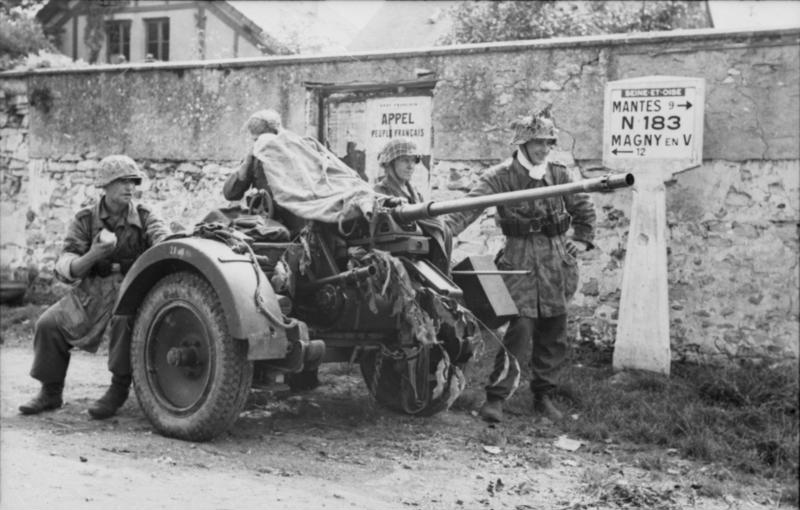
Flak 30 im Erdkampfeinsatz
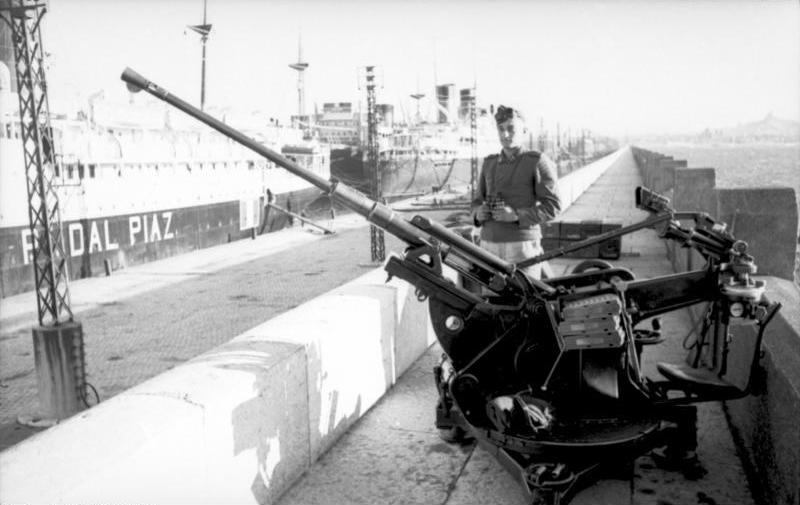
Flak 30 in einem Hafen
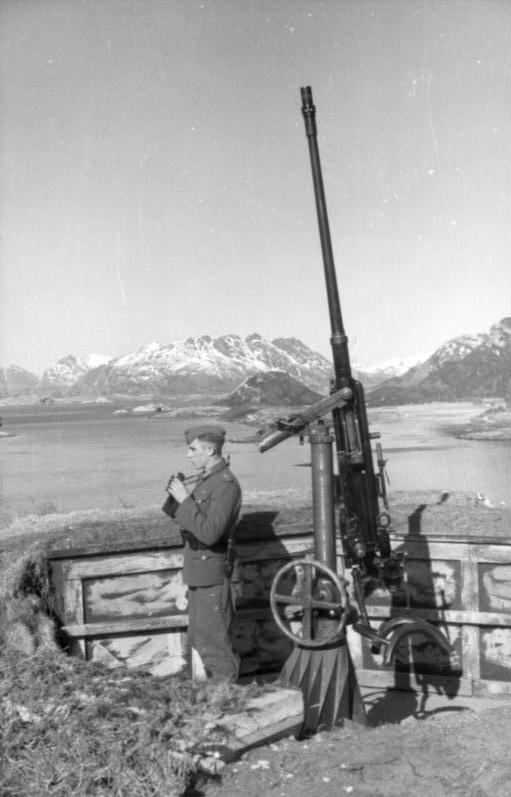
Flak C/30 zum Küstenschutz
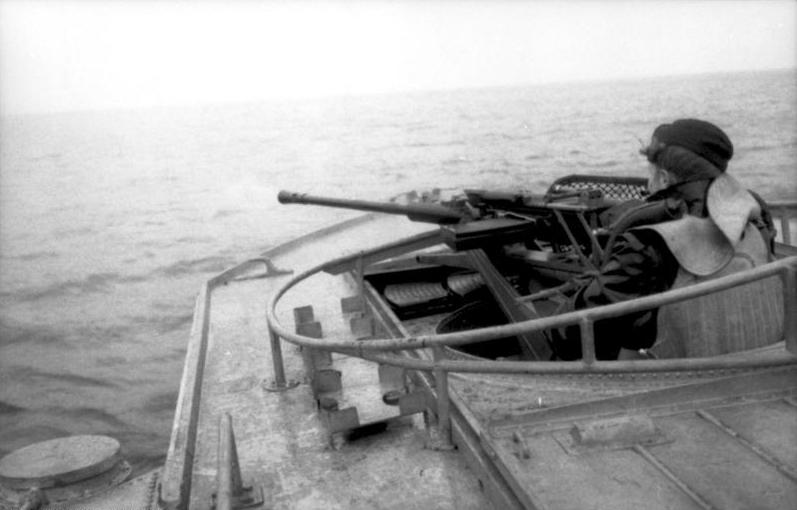
Flak C/30 auf einem Schnellboot
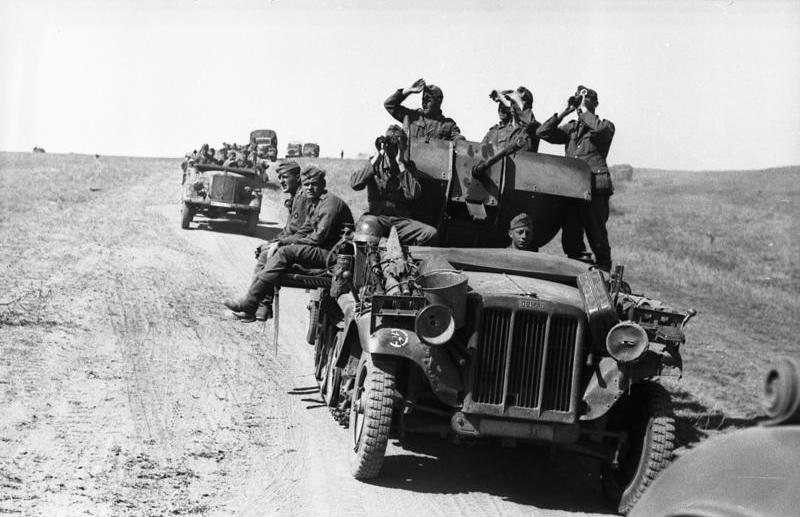
Flak C/30 auf einem Halbkettenfahrzeug der 24. Panzer-Division
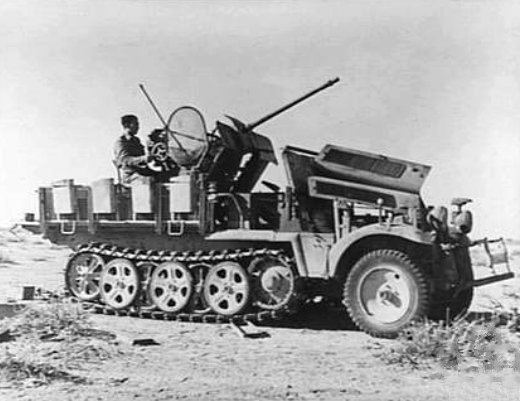
Sd.Kfz. 10/4 erbeutet von Briten in Nordafrika
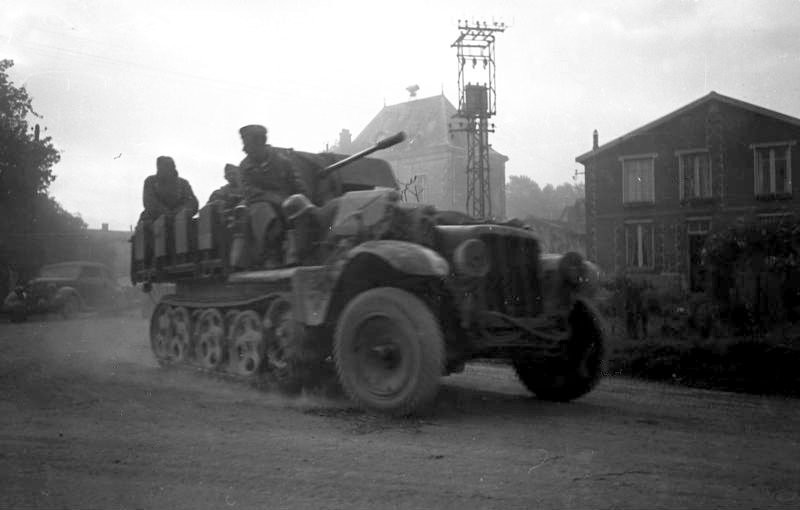
Sd.Kfz. 10/4 beim Vorstoß in Frankreich 1940
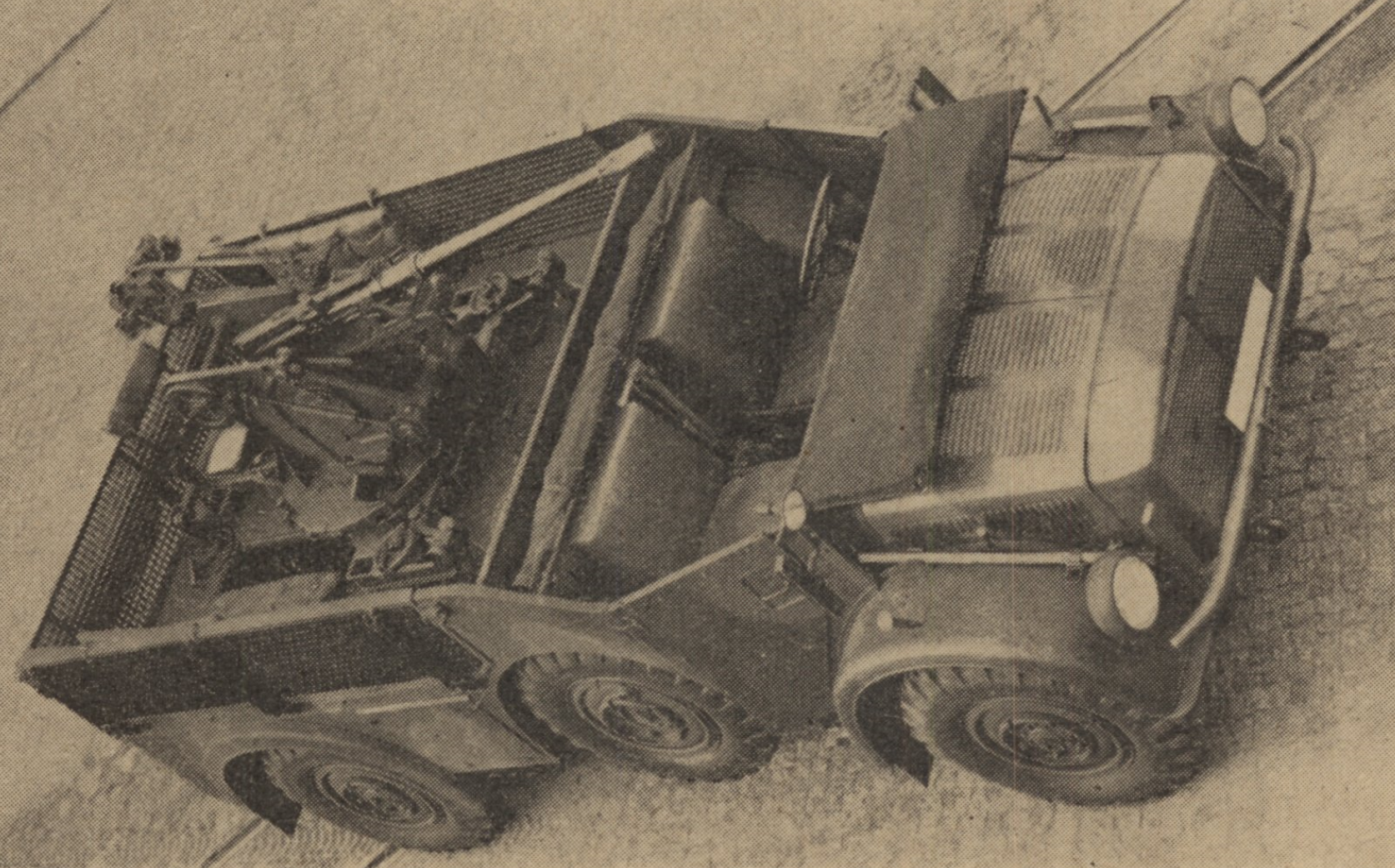
2 cm Flak 30 auf Einheitsfahrgestell für schweren Personenkraftwagen

## Sd.Kfz. 10/4 - 2cm Flak 30 auf le.ZgKw 1t
Die wichtigste Variante der 2-cm-Flak 30 war eine Ausführung als Selbstfahrlafette auf einem leichten Zugkraftwagen. Dieser ermöglichte es bereits während der Angriffsoperationen der Wehrmacht im Westen 1940, ein einsatzbereites Geschütz zur Unterstützung der vorrückenden Verbände vom Fahrzeug aus einzusetzen. Hierbei wurde das Flakgeschütz vollständig auf das Trägerfahrzeug aufgesetzt und konnte mit Hilfe von Auffahrschienen und dem mitgeführten Anhängergestell, das für eine absetzbare Munitions- und Werkzeugkiste genutzt wurde, vom Fahrzeug heruntergenommen werden.
Besondere Bekanntheit erlangten diese Fahrzeuge während der Kämpfe in Nordafrika als sogenannte „Sturmflak“.

## Die 2-cm-Flak 30 in Japan
1937/38 erbeutete das Kaiserlich Japanischen Heer im Rahmen des Zweiten Chinesisch-Japanischen Krieges im Raum Shanghai/Nanking mehrere von Deutschland an die chinesische Nationalrevolutionäre Armee gelieferte 2-cm-Flak 30. Ab 1940 wurden einige Versuche
- mit den Originalgeschützen
- mit Versuchswaffen aus dem Rohr des deutschen Modells in der Lafette der Typ 98 20-mm-Flugabwehr-Maschinenkanone
- mit Versuchswaffen aus dem Rohr der Typ 98 20-mm-Flugabwehr-Maschinenkanone in der Lafette des deutschen Modells

durchgeführt.
1942 entstand daraus die Typ 2 20-mm-Flugabwehr-Maschinenkanone und weitere experimentelle Versionen.

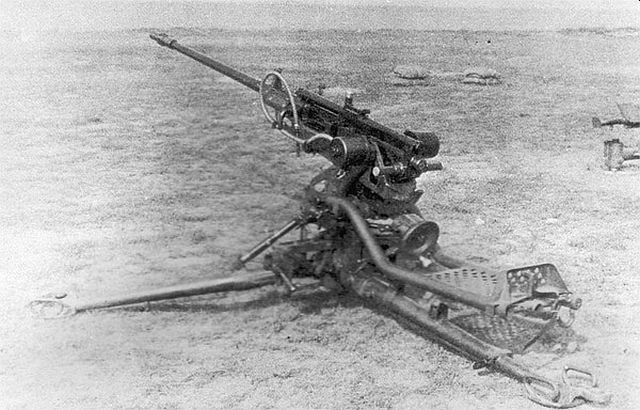
Versuchsmodell mit Lafette der 20-mm-Maschinenkanone Typ 98 und Rohr der 2-cm-Flak 30
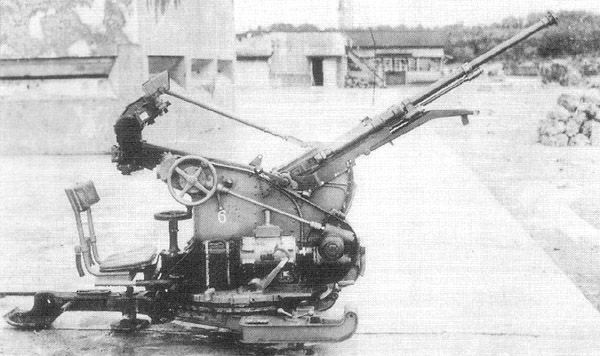
20-mm-Maschinenkanone Typ 2 in Feuerstellung